# Loxigilla noctis
Loxigilla noctis е вид птица от семейство Тангарови (Thraupidae).

## Разпространение
Видът е разпространен в Ангуила, Антигуа и Барбуда, Американските Вирджински острови, Бонер, Синт Еустациус, Саба, Британските Вирджински острови, Гренада, Гваделупа, Доминика, Мартиника, Монсерат, Пуерто Рико, Сейнт Китс и Невис, Сейнт Лусия, Сен Мартен и Сейнт Винсент и Гренадини.